# Eiconaxius farreae
Eiconaxius farreae is een tienpotigensoort uit de familie van de Axiidae. De wetenschappelijke naam van de soort is voor het eerst geldig gepubliceerd in 1891 door Ortmann.